# Židovská republikánská strana
Židovská republikánská strana byla židovská politická strana konzervativní orientace na území prvorepublikového Československa, respektive na Podkarpatské Rusi, která kandidovala v zemských volbách v roce 1928 a zemských volbách v roce 1935 a která byla v celostátní politice spojencem československých agrárníků.

## Dějiny

### Konzervativní židovské proudy na východě státu
Strana navazovala na konzervativní židovské politické formace, které vznikaly na Podkarpatské Rusi již počátkem 20. let. Šlo tehdy o Židovskou konzervativní stranu a Svaz židovských zemědělců v Podkarpatské Rusi. Tyto proudy se před komunálními volbami roku 1923 dočasně spojily se zástupci sionistů a jejich Židovskou občanskou stranou v Podkarpatské Rusi do aliance nazvané Židovská strana Podkarpatské Rusi. V komunálních volbách uspěla. V roce 1924 se ale toto spojenectví rozpadlo. V doplňovacích parlamentních volbách na Podkarpatské Rusi v roce 1924 kandidovali ortodoxní a agrární židovské proudy coby Židovská demokratická strana, zatímco sionistický zbytek šel do voleb jako Židovská lidová strana. V parlamentních volbách v roce 1925 pak konzervativní Židovstvo zastupovala Židovská hospodářská strana. Využívala blízkosti k československým agrárníkům a byť nezískala parlamentní křesla, udržela si silný vliv na místní úrovni.

### Vznik Židovské republikánské strany
Židovská hospodářská strana zanikla krátce po volbách v roce 1925, ale ideový proud, který představovala, se na východě státu udržel i nadále. V zemských volbách roku 1928 byla na Podkarpatské Rusi zformována Židovská republikánská strana, kterou vedl Mořic Guttmann. Od roku 1927 měl tento politický směr svou oporu v listu Jüdische Zeitung, vycházejícím v Mukačevu, podporu mu vyslovovali i mnozí ultraortodoxní rabíni. Ve volbách roku 1928 židovští republikáni uspěli a se ziskem víc než 14 000 hlasů se stali v této nejvýchodnější zemi Československa nejsilnější židovskou stranou. Až na nimi skončila s necelými 7000 hlasů sionistická Židovská strana. Velký podíl židovských voličů také získala československá živnostenská strana, která na svou kandidátku zařadila několik Židů. Židovští republikáni díky svému výsledku obdrželi mandát v zemském zastupitelstvu. Sionisté ale i československé levicové strany výsledky voleb kritizovali a poukazovali na to, že agrární strana uplácí voliče.  Přetrvávaly i výtky sionistů vůči viceguvernérovi Podkarpatské Rusi Antonínu Rozsypalovi, o kterém se už po volbách v roce 1925 tvrdilo, že jménem agrárníků z Prahy předal Židovské hospodářské straně 100 000 Kč na volební výdaje.
V parlamentních volbách v roce 1929 už Židovská republikánská strana samostatně nekandidovala, ale podpořila československé agrárníky. Strana Antonína Švehly díky tomu získala ve srovnání s volbami roku 1925 na Podkarpatské Rusi víc než dvojnásobek voličů a stala se v této zemi nejsilnějším politickým subjektem. Sionistická Židovská strana v těchto volbách získala parlamentní zastoupení, ale na Podkarpatské Rusi si nesionistické židovské síly udržely výrazný vliv. V zemských volbách roku 1935 Židovská republikánská strana kandidovala samostatně a se ziskem 18 300 hlasů získala opět mandát v zemském zastupitelstvu (obsadil jej Alexander Kroó). Kvůli soupeření o židovské hlasy s živnostenskou stranou si Židovská republikánská strana takticky změnila název na Republikánská židovská obchodnická a živnostenská strana. Sionisté (Židovská strana) tehdy kandidovali v alianci Československou sociálně demokratickou stranou dělnickou stejně jako v paralelně probíhajících parlamentních volbách v roce 1935, v nichž Židovská republikánská strana opětovně podpořila československé agrárníky. Činnost Židovské republikánské strany skončila na východě republiky na podzim 1938, kdy se Podkarpatská Rus stává autonomním útvarem, který ztrácí prvky stranické politické soutěže.

## Volební výsledky

### Zemské zastupitelstvo Podkarpatské Rusi
| Volby | Hlasy  | Hlasy | Mandáty | Mandáty | Pozice |
| Volby | Abs.   | %     | Abs.    | ±       | Pozice |
| ----- | ------ | ----- | ------- | ------- | ------ |
| 1928  | 14 302 | 5.9   | 1/12    | ▲1      | ▲5.    |
| 1935  | 18 279 | 6.2   | 1/12    | ▬0      | ▬5.    |